# Semaine 14
D'après la norme ISO 8601, une semaine débute un lundi et s'achève un dimanche, et une semaine dépend d'une année lorsqu'elle place une majorité de ses sept jours dans l'année en question, soit au moins quatre. Dès lors, la semaine 14 est la semaine du quatorzième jeudi de l'année. Elle suit la semaine 13 et précède la semaine 15 de la même année.
La semaine 14 est pratiquement toujours la semaine du 5 avril, sauf exceptionnellement, dans le cas d'une année bissextile commençant un jeudi.
Elle commence au plus tôt le 29 mars et au plus tard le 5 avril.
Elle se termine au plus tôt le 4 avril et au plus tard le 11 avril.

## Notations normalisées
La semaine 14 dans son ensemble est notée sous la forme W14 pour abréger.
| Jour de la semaine 14 | Notation |
| --------------------- | -------- |
| Lundi                 | W14-1    |
| Mardi                 | W14-2    |
| Mercredi              | W14-3    |
| Jeudi                 | W14-4    |
| Vendredi              | W14-5    |
| Samedi                | W14-6    |
| Dimanche              | W14-7    |

## Cas de figure
| Cas | Le 31 décembre est… | L'année est une année… | Le quatorzième jeudi de l'année tombe… | La semaine 14 débute… | La semaine 14 s'achève… | Premier cas après 2008 |
| --- | ------------------- | ---------------------- | -------------------------------------- | --------------------- | ----------------------- | ---------------------- |
| 0   | Un vendredi         | bissextile DC          | Le 1er avril                           | Le lundi 29 mars      | Le dimanche 4 avril     | 2032                   |
| 1   | Un jeudi            | D ou ED                | Le 2 avril                             | Le lundi 30 mars      | Le dimanche 5 avril     | 2009                   |
| 2   | Un mercredi         | E ou FE                | Le 3 avril                             | Le lundi 31 mars      | Le dimanche 6 avril     | 2014                   |
| 3   | Un mardi            | F ou GF                | Le 4 avril                             | Le lundi 1er avril    | Le dimanche 7 avril     | 2013                   |
| 4   | Un lundi            | G ou AG                | Le 5 avril                             | Le lundi 2 avril      | Le dimanche 8 avril     | 2018                   |
| 5   | Un dimanche         | A ou BA                | Le 6 avril                             | Le lundi 3 avril      | Le dimanche 9 avril     | 2017                   |
| 6   | Un samedi           | B ou CB                | Le 7 avril                             | Le lundi 4 avril      | Le dimanche 10 avril    | 2011                   |
| 7   | Un vendredi         | C                      | Le 8 avril                             | Le lundi 5 avril      | Le dimanche 11 avril    | 2010                   |

1. 1 2 3  Dans ce cas, l'année compte une semaine 53.